# Massaker von Tulle
Das Massaker von Tulle war ein am 9. Juni 1944 durch die deutsche Waffen-SS begangenes Kriegsverbrechen an der Bevölkerung der französischen Stadt Tulle.

## Historischer Hintergrund
Unmittelbar nach der Landung der Alliierten in der Normandie am 6. Juni 1944 erhoben sich die Partisanen im Zentralmassiv und auch im Limousin, um die Invasion zu unterstützen und den Nachschub von deutschen Truppen an die Invasionsfront zu verhindern. Dabei gelang es ihnen, große Teile des Zentralmassivs in ihre Hand zu bekommen und sie griffen einige Städte an, wie Guéret und Tulle. Am 7. Juni 1944 unterstellte der Oberbefehlshaber West dem Militärbefehlshaber Frankreich mehrere Wehrmachtsverbände und die von der sowjetischen Ostfront nach Südfrankreich in der Gegend von Montauban zur Auffrischung verlegte 2. SS-Panzer-Division „Das Reich“ unter SS-Gruppenführer Heinz Lammerding. Die SS-Division sollte speziell zur Bekämpfung der Resistance eingesetzt werden und dann nach Norden zur Invasionsfront weiterziehen. Eine Vorausabteilung wurde noch in der Nacht vom 7. auf den 8. Juni nach Tulle zur Unterstützung der dort eingeschlossenen Wehrmachtseinheiten in Marsch gesetzt. Am 8. Juni begann der Marsch der gesamten SS-Division auf verschiedenen Strecken nach Norden. Ihre Aufgabe war die Bekämpfung der Maquis. Die SS-Männer begingen zahlreiche Kriegsverbrechen gegen die Zivilbevölkerung – so auch in Tulle.
Am 7. und 8. Juni 1944 waren die kommunistisch beherrschten FTP in die Stadt gezogen und hatten die dortigen Wehrmachtseinheiten angegriffen, die mehrere 100 Mann stark waren. Teile von ihnen hatten während des Kampfes am Nachmittag des 7. Juni am Bahnhof 18 unbewaffnete Bahnwächter erschossen, obwohl sie im Auftrag der deutschen Besatzungsmacht tätig waren und weiße Armbinden trugen. Als am 8. Juni das Hauptquartier der 8. Kompanie des Sicherungsregiments 95, eine Schule, eingeschlossen und am Nachmittag in Brand geschossen wurde, wurden viele der Soldaten bei ihrem Ausbruchsversuch erschossen. Am frühen Abend des 8. Juni 1944 hatte die FTP ganz Tulle erobert. Dabei hatten die Deutschen Verluste von 122 Mann.
Die genaue Zahl der Toten ist nicht ermittelbar. Die Leichen der Toten wurden nach Einschätzung des Historikers Peter Lieb, unter Berufung auf einen Bericht des Präfekten des Department Corrèze Trouille, teilweise geschändet. Das wird von anderen Historikern bestritten. Als Einheiten der Vorausabteilung der Division „Das Reich“ am späteren Abend des 8. Juni mit überlegenen Kräften Tulle erreichten, flohen die Partisanen, die von dem Anrücken der Truppen nichts gewusst hatten, aus der Stadt.

## Verlauf
Am nächsten Tag, am 9. Juni, übte die SS-Division „Das Reich“ Vergeltung an der Einwohnerschaft der Stadt für den militärischen Erfolg des französischen Widerstandes. Als erstes verhafteten sie am Morgen alle männlichen Einwohner zwischen 18 und 45 Jahren. Diese, etwa 2000 Mann, wurden in dem Innenhof der Waffenfabrik MAT versammelt. Dann wurde den Einwohnern verkündet, dass aus ihren Reihen 120 Männer aufgehängt werden sollten. Die Auswahl (eine Triage) nahm der aus Sankt Vith stammende, in Tulle stationierte, SD-Mann Walter Schmald vor. Dabei berieten ihn hohe Vichy-treue Beamte. Durch Interventionen dieser Kollaborateure, die für die Freilassung ihrer Freunde sorgten, sank die Anzahl auf 99. Dann wurden diese willkürlich ausgewählten Geiseln in der Stadt an Balkonen und Laternen aufgehängt stranguliert. Eine Gruppe von 600 zum Arbeitsdienst gehörenden Jugendlichen und Einwohnern wurde gezwungen zuzuschauen. Während der Erhängungen hielten sich zahlreiche SS-Leute auf der Terrasse eines Cafés auf. Sie tranken und vergnügten sich, wobei sie ein Grammophon spielen ließen, was die zum Zuschauen befohlenen Einwohner und zur Hinrichtung Bestimmten hören mussten.
Im August 1944 wurde Tulle endgültig von der deutschen Besatzung befreit. Daran waren auch die Forces françaises de l’intérieur beteiligt.
Der Militärhistoriker Peter Lieb wertete die deutsche Reaktion als „übertrieben und in ihrer Ausführung völkerrechtswidrig“. In „gewisser Weise“ könne man dennoch den Charakter einer Kriegsrepressalie erkennen. Im Gegensatz dazu hätten sich beim Massaker von Oradour im Dorf "laut neuesten Forschungen", so Lieb, nicht einmal Partisanen aufgehalten.

## Strafverfolgung
Lammerding wurde nach 1945 für die Hinrichtungen von Tulle von der deutschen Justiz „aufgrund mangelnder Beweise“ nicht zur Verantwortung gezogen. Er schob die Schuld auf seine Untergebenen oder wich in anderer Weise aus; er musste nur „erdulden“, vom Redakteur der linksorientierten Frankfurter Zeitung Tat, Werner Sterzenbach, als Geiselmörder bezeichnet zu werden. Gegen einen Teil der unmittelbar beteiligten Mitglieder der involvierten Aufklärungsabteilung der SS-Division „Das Reich“ wurde 1951 in Frankreich vor einem Militärtribunal verhandelt; die für schuldig Befundenen wurden verurteilt.

## Weiterer Verlauf
Am 12. Juni 1944 erschoss die FTP in einem Wald des etwa 50 Kilometer entfernten Dorfes Meymac 47 deutsche Soldaten und eine der Kollaboration verdächtigte Französin. Die Leichen wurden in dem Wald verscharrt.. Dort waren im Jahre 1967 bei einer Ausgrabung die Überreste von 11 Toten gefunden worden.
Der damals neunzehnjährige Edmond Réveil war Mitglied der FTP-Einheit. Er berichtete 79 Jahre später im Alter von 98 Jahren französischen Medien von dem Kriegsverbrechen. Der Volksbund Deutsche Kriegsgräberfürsorge bemüht sich 2023 in Zusammenarbeit mit französischen Stellen, den Ort zu lokalisieren und Tote umzubetten.

## Doku-Filme zum Massaker von Tulle
- Eine Blutspur durch Frankreich. Frankreich 2015. Gesendet in ARTE am 2. Mai 2017, 20:15 bis 21:45. (Das Massaker von Tulle wird in einem Teil des Films dokumentiert).
- ZDFinfo (2022): Die SS – Macht und Mythos: Krieg (4/6) (online (ab Minute 1:13)
- Das Reich, Hitlers Todesschwadronen (6.-10. Juni 1944) (online (ab Minute 22))